# Fallon Carrington Colby
Fallon Carrington Colby is een personage uit de soapseries Dynasty en The Colbys. De rol werd eerst vertolkt door actrice Pamela Sue Martin. Op haar eigen verzoek werd ze uit de serie geschreven en haar personage werd dood gewaand. In 1985 nam Emma Samms de rol over in de spin-off The Colbys, waar ze met geheugenverlies levend en wel opdook. Omdat de kijkcijfers tegenvielen werd deze serie in 1987 stopgezet en Fallon werd onmiddellijk weer geïntroduceerd in Dynasty, waar ze bleef tot het einde van de serie. In 1991 nam ze de rol opnieuw op voor de miniserie Dynasty: The Reunion.